# Raidillon (relojes)

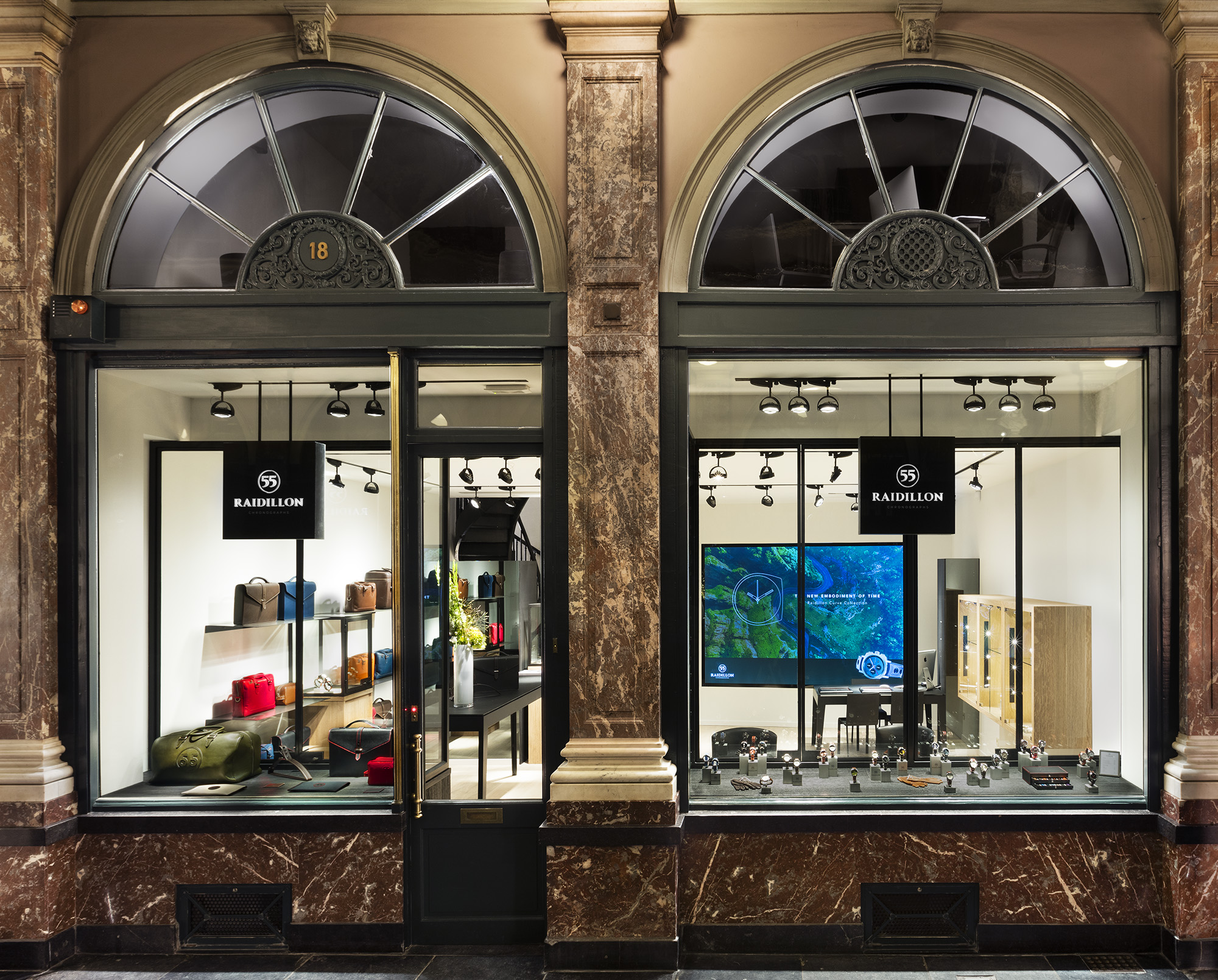
Sede de la empresa en Bruselas

Raidilon, fundada en 2001, es una empresa belga que diseña, fabrica y distribuye relojes de lujo, así como accesorios en series limitadas. Los valores de la marca se inspiran en el mundo del automovilismo de competición y el mundo del motor clásico.

## Historia
Después de haber trabajado durante mucho tiempo para importantes casas relojeras, Bernard Julémont, apasionado del mundo de la relojería y de los deportes del motor, decidió fundar su propia marca en 2001: Raidillon. Por lo tanto, se registró en 2001 y la empresa se fundó en 2002. El nombre Raidillon está inspirado en la curva conocida como Raidillon del circuito de Spa-Francorchamps, donde se presentaron los primeros relojes de la firma en junio de 2001. El número 55, símbolo de la marca, corresponde al número de coches antiguamente autorizados a tomar la salida en el circuito. Por lo tanto, los modelos están limitados a 55 ejemplares y en el lado izquierdo de cada caja está grabado el número de serie del 0 al 55, sin incluir nunca el número 13, como en las carreras. El número 55 también está resaltado a las 11 en punto en la esfera del reloj.
Desde los 25 modelos de 2009, la marca pasó a más de sesenta referencias en 2014. Bernard Julémont dejó la empresa en 2014, vendiendo sus últimas acciones.

## Ubicación geográfica
Desde 2009, la sede de Raidillon está ubicada en Bruselas, dentro de las Galeries Royales Saint-Hubert (diseñadas por el arquitecto Jean-Pierre Cluysenaar en 1847). Situadas a 50 metros de la Grand-Place, estas galerías son parte del corazón histórico de la ciudad. La marca también está presente a nivel internacional en una veintena de puntos de venta.

## Actividades

### Diseño y fabricación
Los relojes Raidillon están diseñados en Bélgica. Las pulseras de cuero, por su parte, están cosidas a mano en Ostende mediante una técnica artesanal tradicional. Los modelos se renuevan al menos dos veces al año: se presenta una primera colección durante el certamen Baselworld, el World Watch Show en Basilea en marzo, y se presenta una nueva serie para las vacaciones de fin de año.
Raidillon también se ha lanzado al mercado de las complicaciones relojeras, con un cronómetro de fracción de segundo, un reloj con segunda zona horaria, reserva de marcha y, en 2014, la marca lanzó su cronómetro de 24 horas.
El movimiento que equipan los relojes sencillos de tres agujas es el movimiento ETA 2824 y los cronógrafos Raidillon están equipados con el movimiento tipo Valjoux 7750, ambos de origen suizo. El montaje de los relojes y cronógrafos se realiza en Jura y Ticino, también en Suiza.

### Rally Raidillon

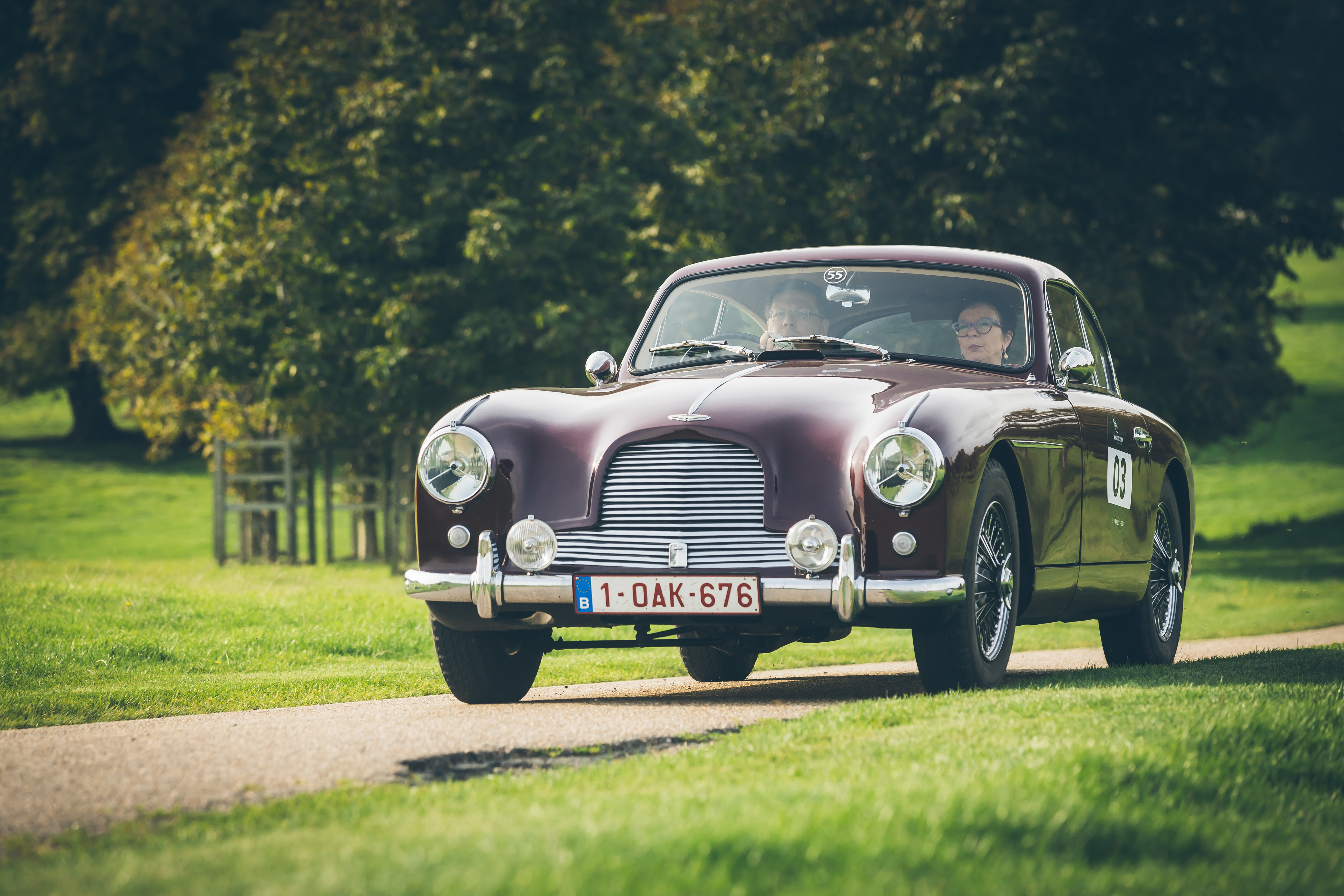
Rally Raidillon 2017

Desde 2013, Raidillon organiza su rally de coches de colección, en el que solo pueden participar 55 coches anteriores a 1985. Cada equipo sigue una serie de instrucciones para completar las diferentes etapas del rally.

## Productos

### Relojes
Los modelos Raidillon se dividen en varias colecciones, cada una de las cuales presenta series limitadas a 55 ejemplares. La firma se asocia ocasionalmente con fabricantes de automóviles que solicitan modelos que reflejan su marca, como Peugeot con la edición especial Peugeot RCZ. Además, determinadas colecciones rinden homenaje a pilotos famosos como Phil Hill, Carroll Shelby, Jean-Pierre Beltoise o a lugares legendarios como el circuito de Spa-Francorchamps, o incluso a culturas antiguas como el modelo Maya.